# Temporada 1949-50 de los Baltimore Bullets (original)
La Temporada 1949-50 fue la tercera de los Baltimore Bullets en la liga, la primera con la denominación NBA. La temporada regular acabó con 25 victorias y 43 derrotas, no logrando clasificarse para los playoffs.

## Elecciones en elDraft
| Ronda | Puesto | Jugador         | Posición | Nacionalidad   | Universidad |
| ----- | ------ | --------------- | -------- | -------------- | ----------- |
| 1     | 6      | Ron Livingstone | C        | Estados Unidos | Wyoming     |
| 3     | 31     | Paul Gordon     | F        | Estados Unidos | Notre Dame  |

## Temporada regular
| División Este           | División Este | División Este | División Este | División Este | División Este | División Este | División Este | División Este |
| Equipo                  | G             | P             | %             | PD            | Casa          | Fuera         | Neutral       | Div           |
| ----------------------- | ------------- | ------------- | ------------- | ------------- | ------------- | ------------- | ------------- | ------------- |
| x-Syracuse Nationals    | 51            | 13            | .797          | -             | 31-1          | 15-12         | 5-0           | 9-1           |
| x-New York Knicks       | 40            | 28            | .588          | 13            | 19-10         | 18-16         | 3-2           | 20-6          |
| x-Washington Capitols   | 32            | 36            | .471          | 21            | 21-13         | 10-20         | 1-3           | 13-13         |
| x-Philadelphia Warriors | 26            | 42            | .382          | 25            | 15-15         | 8–23          | 3-4           | 9-17          |
| Baltimore Bullets       | 25            | 43            | .368          | 26            | 16-15         | 8–25          | 1-3           | 8-18          |
| Boston Celtics          | 22            | 46            | .324          | 29            | 12-14         | 5–28          | 5-4           | 11-15         |

## Estadísticas
| Rk | Jugador           | Edad | P  | PT | MP | TC  | TCI  | %TC  | 3P | 3PI | %3P | TL  | TLI | %TL   | RO | RD | RT  | AS  | RB | TAP | BP | FP  | PTS  |
| -- | ----------------- | ---- | -- | -- | -- | --- | ---- | ---- | -- | --- | --- | --- | --- | ----- | -- | -- | --- | --- | -- | --- | -- | --- | ---- |
| 1  | Paul Hoffman      | 27   | 60 |    |    | 5.2 | 15.2 | .341 |    |     |     | 4.0 | 6.1 | .665  |    |    |     | 2.7 |    |     |    | 3.9 | 14.4 |
| 2  | Ed Sadowski       | 32   | 52 |    |    | 4.8 | 14.8 | .328 |    |     |     | 4.3 | 5.7 | .745  |    |    |     | 1.9 |    |     |    | 3.5 | 14.0 |
| 3  | Walt Budko        | 24   | 66 |    |    | 3.0 | 9.9  | .304 |    |     |     | 3.0 | 4.0 | .757  |    |    |     | 2.2 |    |     |    | 3.9 | 9.0  |
| 4  | Blackie Towery    | 29   | 68 |    |    | 3.3 | 10.0 | .327 |    |     |     | 2.3 | 3.0 | .757  |    |    |     | 2.1 |    |     |    | 3.6 | 8.8  |
| 5  | Johnny Ezersky    |      | 38 |    |    | 2.8 | 9.2  | .305 |    |     |     | 2.4 | 3.5 | .697  |    |    |     | 1.7 |    |     |    | 2.6 | 8.1  |
| 6  | Joe Dolhon        | 22   | 64 |    |    | 2.2 | 7.2  | .312 |    |     |     | 2.5 | 3.3 | .734  |    |    | 0.3 | 2.4 |    |     |    | 3.0 | 6.9  |
| 7  | Tommy Byrnes      | 26   | 53 |    |    | 2.3 | 7.5  | .302 |    |     |     | 1.6 | 2.3 | .702  |    |    |     | 1.7 |    |     |    | 1.4 | 6.2  |
| 8  | Whitey Von Nieda  | 27   | 33 |    |    | 2.4 | 6.7  | .364 |    |     |     | 1.3 | 2.1 | .638  |    |    |     | 3.2 |    |     |    | 2.4 | 6.2  |
| 9  | Ron Livingstone   | 24   | 16 |    |    | 1.6 | 6.4  | .245 |    |     |     | 2.2 | 2.9 | .761  |    |    |     | 1.5 |    |     |    | 3.4 | 5.3  |
| 10 | Buddy Jeannette   | 32   | 37 |    |    | 1.1 | 4.0  | .284 |    |     |     | 2.9 | 3.6 | .820  |    |    |     | 2.5 |    |     |    | 2.2 | 5.2  |
| 11 | Les Pugh          | 26   | 56 |    |    | 1.2 | 4.9  | .249 |    |     |     | 2.1 | 2.4 | .846  |    |    |     | 0.3 |    |     |    | 2.1 | 4.5  |
| 12 | Andy O'Donnell    | 24   | 25 |    |    | 1.5 | 4.3  | .352 |    |     |     | 0.6 | 0.7 | .778  |    |    |     | 0.7 |    |     |    | 1.3 | 3.6  |
| 13 | Freddie Lewis     | 29   | 18 |    |    | 1.4 | 6.1  | .227 |    |     |     | 0.7 | 1.1 | .684  |    |    |     | 1.0 |    |     |    | 1.3 | 3.5  |
| 14 | Marv Schatzman    | 22   | 34 |    |    | 1.3 | 5.1  | .247 |    |     |     | 0.9 | 1.5 | .580  |    |    |     | 1.1 |    |     |    | 1.4 | 3.4  |
| 15 | Howie Janotta     | 25   | 9  |    |    | 1.0 | 3.3  | .300 |    |     |     | 1.4 | 1.8 | .813  |    |    |     | 0.4 |    |     |    | 1.1 | 3.4  |
| 16 | Bob Tough         | 29   | 8  |    |    | 1.4 | 4.9  | .282 |    |     |     | 0.6 | 0.8 | .833  |    |    |     | 0.3 |    |     |    | 1.9 | 3.4  |
| 17 | George Feigenbaum | 20   | 12 |    |    | 1.2 | 4.8  | .246 |    |     |     | 0.7 | 1.5 | .444  |    |    |     | 0.8 |    |     |    | 1.3 | 3.0  |
| 18 | Paul Cloyd        | 29   | 3  |    |    | 0.3 | 2.7  | .125 |    |     |     | 1.0 | 1.0 | 1.000 |    |    |     | 0.3 |    |     |    | 1.3 | 1.7  |
| 19 | Mike McCarron     | 27   | 3  |    |    | 0.3 | 1.7  | .200 |    |     |     | 0.7 | 1.0 | .667  |    |    |     | 0.3 |    |     |    | 1.7 | 1.3  |
| 20 | John Mandic       | 30   | 3  |    |    | 0.3 | 3.3  | .100 |    |     |     | 0.7 | 0.7 | 1.000 |    |    |     | 0.3 |    |     |    | 2.3 | 1.3  |
| 21 | Paul Gordon       | 22   | 4  |    |    | 0.0 | 1.5  | .000 |    |     |     | 0.8 | 1.3 | .600  |    |    |     | 0.8 |    |     |    | 0.8 | 0.8  |
| 22 | Dick Triptow      | 27   | 4  |    |    | 0.0 | 1.3  | .000 |    |     |     | 0.5 | 0.5 | 1.000 |    |    |     | 0.3 |    |     |    | 1.3 | 0.5  |
| 23 | Lee Knorek        | 28   | 1  |    |    | 0.0 | 2.0  | .000 |    |     |     | 0.0 | 0.0 |       |    |    |     | 0.0 |    |     |    | 4.0 | 0.0  |